# Crisp (Texas)
Crisp ist ein kleines Dorf an der Landstraße 660 (Farm Road) im Ellis County im US-Bundesstaat Texas. Das Dorf liegt etwa 16 km östlich von Waxahachie und die zuletzt 1990 gemeldete Einwohnerzahl betrug 90 Personen.
Die bekannteste hier geborene Person dürfte wohl Ernest Tubb sein, ein Country-Sänger und Wegbereiter der Honky Tonk Music.

## Geschichte
Die Besiedlung des Dorfes begann Ende der 1880er oder Anfang der 1890er Jahre. Benannt wurde die Ansiedlung nach Charles F. Crisp, einem Politiker und Sprecher des Repräsentantenhauses. Das erste Postbüro öffnete 1892. Erst Mitte der 1920er Jahre wurde die erste offizielle Meldung mit 120 Einwohnern abgegeben. Ende der 1960er Jahre schrumpfte die Bevölkerung auf 90 Personen, was sie bis zur letzten Meldung 1990 geblieben ist.